# Lonchaea longicornis
Lonchaea longicornis is een vliegensoort uit de familie van de Lonchaeidae. De wetenschappelijke naam van de soort is voor het eerst geldig gepubliceerd in 1896 door Williston.